# Николаенково
Николаенково (укр. Миколаєнкове) — село,
Буйвалевский сельский совет,
Кролевецкий район,
Сумская область,
Украина.
Код КОАТУУ — 5922681503. Население по переписи 2001 года составляло 7 человек .

## Географическое положение
Село Николаенково примыкает к селу Буйвалово, на расстоянии в 0,5 км находится посёлок Мирное.